# 井出洋介
井出 洋介（いで ようすけ、1956年2月15日 - ）は競技麻雀のプロ雀士である。最高位戦日本プロ麻雀協会元代表、日本健康麻将協会元代表、麻将連合前代表。現GM。東京都杉並区出身。既婚。

## プロフィール
東京都立富士高等学校、東京大学文学部社会学科卒業。
初めて麻雀牌に触ったのは5歳くらいの頃。父がやっているのを面白がって膝の中で見ていたことからだという。中学や高校のときには友達に麻雀を教えていた。その後、現役で東京大学へ進学。競技麻雀と出会ったのは大学2年生の秋でその頃から麻雀がより面白く刺激的なものになったと語っている。卒業論文は「麻雀の社会学」。
1979年3月、大学を卒業しプロの道を歩み始めるが当初は塾講師や雀荘の従業員の仕事で生計を立てていた。徐々にプロとしての成績が上がり、原稿依頼や麻雀教室の講師の依頼がくるようになった。
最高位戦日本プロ麻雀協会の代表であった1996年に同団体を退会し、麻将連合-μ-（ミュー）を旗揚げ。同連合で代表を10年務め、現在はGM。そして日本健康麻将協会でも代表、特別代表を経て現在はスーパーバイザーとして「賭けない麻雀」「健康な麻雀」「親子で楽しめる麻雀」など、従来の麻雀のイメージを改善すべく活動する。
井出の提案するマージャンの漢字表記は中国表記の麻将であり（「麻将」とは「賭けない麻雀」という意味。）自身のライフワークとして「（麻雀の）競技としてのステータスをもっと上げること」を掲げている。
また、「麻将が囲碁・将棋に並ぶこと」も目標にしており、プロ入りして最初に獲ったタイトルがたまたま「名人」だったため「麻雀界の木村義雄 (棋士)名人を目指す」という気持ちがあったと明かしている。
「東大式麻雀」を自称し、プロ雀士として積極的に各メディアに出演。フジテレビで不定期に放送される麻雀番組『THEわれめDEポン』において過去多く解説者を務めた。
65歳の誕生日を迎えた2021年2月15日に認定プロから退くことを表明。以降は功労選手として活動している。
2024年2月、翌年の2月15日をもって麻将連合のプロ選手としての立場から勇退することを表明した。

## 主なタイトル
双葉社「週刊大衆」
- 1985年　第16期名人
- 1986年　第17期名人
- 1987年　第18期名人
- 1989年　第20期名人
- 1994年　第25期名人

月刊「プロ麻雀」
- 2003年　第28期王座

最高位戦
- 1994年　第19期最高位

麻将連合
- 1999年　第2期BIG1
- 2001年　第4期BIG1
- 2014年　第12期BIG1
- 2017年　第15期将王

## 書籍

### 著書
- 『挑戦!恐怖の東大麻雀 すぐ覚えられる必殺テクニック』（1983年1月10日、双葉社）ASIN B000J77PXE
- 『衝撃!必殺の東大麻雀 これでキミもエリートの一員だ』（1983年10月、双葉社）ASIN B000J7A95K
- 『東大式 麻雀に勝つ考え方　攻め・守り・状況判断の新セオリー』（1984年1月25日、池田書店）ISBN 9784262108148
- 『必勝!逆転の東大麻雀　勝ち組になるための頭脳的打法』（1984年9月、双葉社）ASIN B000J6WQ5C
- 『マージャン 頭の新体操　実戦に強くなるパズル108問』（1984年10月1日、広済堂出版）ISBN 9784331003459
- 『恐怖の東大麻雀』（1985年2月25日、双葉社）ISBN 9784575760026
- 『井出洋介の麻雀クリニック』（1985年4月1日、日刊スポーツ出版社）ISBN 978-4817200778
- 『マージャン・バイブル』（1985年7月25日、リイド社）ISBN 9784947538499
- 『麻雀必ず勝てる手作り』（1986年1月、成美堂出版）ISBN 9784415079288
- 『東大式麻雀 実戦の読み テンパイを見破る新戦法』（1986年3月1日、池田書店）ISBN 9784262108155
- 『必殺の東大麻雀』（1986年7月25日、双葉社）ISBN 9784575760101
- 『まんが麻雀ゼミナール(実践編)』（画：上路一郎）（1986年11月20日、ドレミ楽譜出版社）ISBN 9784880545257
- 『麻雀点数計算早わかり』（1987年5月10日、成美堂出版）ISBN 9784415079301
- 『井出洋介の一牌入魂 人生は勝負だ!!東大プロの強さの秘訣』（1989年9月1日、日本文芸社）ISBN 9784537021448
- 『東大式麻雀 勝つ打ち方 実戦譜が明かすツキを呼ぶ勝ちパターン』（1989年11月18日、池田書店）ISBN 9784262108179
- 『東大流実戦麻雀　手作りとヨミ』（1989年11月24日、ナツメ社）ISBN 9784816310188
- 『すぐ勝てる！名人井出洋介のまんが麻雀教室』（画：高橋わたる）（1990年3月10日、日本文芸社）ISBN 9784537035803
- 『井出名人のまんがで覚える麻雀入門』（画：藤みき生）（1990年12月17日、大陸書房）ISBN 9784803331608
- 『東大式 井出洋介の勝てる麻雀』（1992年6月10日、成美堂出版）ISBN 9784415079318
- 『東大流攻撃麻雀 トップ取りの打ち方』（協力：ロッキー堀江）（1994年6月15日、ナツメ社）ISBN 9784816316883
- 『東大流麻雀の読み テンパイの見破り方』（協力：ロッキー堀江）（1995年6月16日、ナツメ社）ISBN 9784816318610
- 『井出名人直伝 すぐわかる麻雀入門』（1995年11月30日、高橋書店）ISBN 9784471131326
- 『井出名人のラクラク麻雀入門』（1996年3月5日、日本文芸社）ISBN 9784537017922
- 『東大式麻雀 テンパイ見破り 待ち牌を推理する新セオリー』（1996年6月19日、池田書店）ISBN 9784262108186
- 『井出名人直伝 点数と待ちがわかる麻雀入門』（1996年11月25日、高橋書店）ISBN 9784471131333
- 『名人井出洋介の麻雀入門 よくわかる勝つための考え方、打ち方』（1997年4月25日、新星出版社）ISBN 9784405065734
- 『井出名人直伝 アガり方がわかる麻雀入門』（1997年12月25日、高橋書店）ISBN 9784471131340
- 『東大流麻雀 勝敗を決めるこの一打　アッと驚く必勝理論を実践形式でズバリ解説! 楽しみながらみるみる上達』（1998年11月30日、ナツメ社）ISBN 9784816325021
- 『麻雀実力アップ問題集 実戦に即役立つ“ナニ切る”135問』（1999年4月10日、ゴマブックス）ISBN 9784907710378
- 『麻雀力アップ 実戦で勝つ問題集』（2000年4月10日、ゴマブックス）ISBN 9784907710552
- 『マージャン革命 オーラス大逆転! 井出流不況克服術』（2000年4月26日、文芸社）ISBN 9784835503295
- 『東大式麻雀 ここで何を切る!?　勝利のカギをにぎる究極の一打』（2000年6月20日、池田書店）ISBN 9784262108193
- 『麻雀赤本シリーズ 完璧点数計算 この一冊であいまいだった点数計算を完璧に!!』（2000年7月1日、ノアール出版）ISBN 9784931396852
- 『麻雀赤本シリーズ 2 シミュレーション麻雀クイズ クイズを楽しみながら麻雀が強くなる』（2000年8月15日、ノアール出版）ISBN 9784931396869
- 『麻雀赤本シリーズ 3 実戦に活かせる麻雀パズル108問　一問一答式で麻雀に強くなる!!』（2000年9月22日、ノアール出版）
- 『麻雀赤本シリーズ 4 考え方を養う一牌入魂　すばらしい麻雀の本質を知ろう!』（2000年10月20日、ノアール出版）ISBN 9784931396920
- 『東大式麻雀 ツキを呼ぶ打ち方 運や流れをつかむ強運テクニック』（2001年6月21日、池田書店）ISBN 9784262108209
- 『勝負論 勝機を呼べる人、呼べない人』（2003年9月8日、PHP研究所）ISBN 9784569628851
- 『東大式麻雀 強くなる打ち方 ネット時代にも対応<<攻め>>のセオリー』（2006年2月10日、池田書店）ISBN 9784262108216
- 『脳を鍛える麻雀パズル108問　麻雀脳でひらめき力アップ!』（2006年10月25日、司書房）ISBN 9784812814819
- 『東大式 麻雀に勝つ判断力　打ち筋を理解して強くなる』（協力：三原孝博）（2008年5月19日、池田書店）ISBN 9784262108223
- 『初級から中級者まで毎日の自主トレで雀力アップ 実戦に強くなる麻雀』（2008年11月1日、実業之日本社）ISBN 9784408451855
- 『秘伝東大式[井出流] 麻雀教室』（2009年4月30日、実業之日本社）ISBN 9784408452135
- 『東大式麻雀 トップを取る考え方 勝負を制す「状況判断」のセオリー』（協力：須藤浩）（2009年12月8日、池田書店）ISBN 9784262108230
- 『秘伝東大式[井出流] 麻雀「基本」のセオリー』（2009年12月18日、実業之日本社）ISBN 9784408452647
- 『東大式 世界でいちばんやさしい麻雀教室』（2010年5月21日、日本文芸社）ISBN 9784537208146
- 『秘伝東大式[井出流] 麻雀 勝ち組の「打ち方」』（2010年12月16日、実業之日本社）ISBN 9784408453118
- 『東大式井出流麻雀ハンドブック 麻雀 勝負の分かれ目51』（2011年11月10日、実業之日本社）ISBN 9784408453675
- 『見てかんたんに覚えられる!! 井出洋介の東大式 本物の麻雀はじめの一歩』（2012年2月17日、主婦の友社）ISBN 9784072817896
- 『東大式麻雀 捨て牌読み』（協力：下出和洋）（2012年6月11日、池田書店）ISBN 9784262108247
- 『東大式井出流麻雀ハンドブック 麻雀 臨機応変な打ち方51』（2012年9月21日、実業之日本社）ISBN 9784408454061
- 『新版 東大式 麻雀に勝つ考え方　勝つための攻守のセオリー』（2013年11月21日、池田書店）ISBN 9784262108254
- 『麻雀技術の教科書 効率的なアガリ方』（共著：小林剛）（2016年11月25日、池田書店）ISBN 9784262108278
- 『これが東大式! はじめてでもよくわかる 麻雀入門』（2018年7月18日、主婦の友社）ISBN 9784074318001
- 『麻雀技術 守備の教科書 振り込まない打ち方』（共著:小林剛）（2019年11月12日、池田書店）ISBN 9784262108292
- 『麻雀技術の教科書 何切るドリル』（共著：小林剛）（2021年6月25日、池田書店）ISBN 9784262108308

### 監修
- 『東大式 麻雀入門 すぐに覚えるあがり役と点数計算』（1995年12月22日、池田書店）ISBN 9784262107318
- 『平成版 麻雀新報知ルール Q&A付』（1996年12月1日、報知新聞社）ISBN 9784831901187
- 『東大式麻雀 点数計算入門 簡単に覚えられる点数計算と役』（1999年4月14日、池田書店）ISBN 9784262107325
- 『DVDですぐわかる!いちばんやさしい麻雀の本』（2006年7月19日、永岡書店）ISBN 9784522423790
- 『マンガでわかる! 東大式麻雀入門』（2007年10月17日、池田書店）ISBN 9784262107332
- 『マンガでわかる! 東大式麻雀 役の覚え方入門』（2010年2月24日、池田書店）ISBN 9784262107349
- 『東大式 知的な人の麻雀術』（2010年11月27日、明治書院）ISBN 9784625684562
- 『マンガでわかる! 東大式麻雀 勝つ打ち方入門』（2010年12月14日、池田書店）ISBN 9784262107356
- 『井出洋介のマンガで強くなる!麻雀入門 史上最強カラー図解』（2011年4月13日、ナツメ社）ISBN 9784816350450
- 『東大式 必勝の麻雀 無敵の「読み」と「受け」』（2013年7月5日、メイツ出版）ISBN 9784780413526
- 『マンガでわかる! 東大式麻雀 点数計算入門』（2014年12月11日、池田書店）ISBN 9784262108261
- 『東大式 麻雀入門ドリル』（2018年2月28日、池田書店）ISBN 9784262108285

## 出演

### 映画
- 麻雀最強戦 the movie（2022年11月18日公開、マグネタイズ）監督:原澤遊風[9]

### テレビ
- 井出洋介に挑戦 実戦!格闘麻雀 - 2000年4月6日 - 2001年3月29日にテレビ愛知で放送された麻雀番組
- 井出洋介の東大式 麻雀虎の穴 - 2008年にCS系チャンネルMONDO21で放送された麻雀番組

### WEB配信
- 井出洋介のぶっちゃけ！ギリトーク - 2014年 - 2016年に麻雀スリアロチャンネルで放送された麻雀トーク番組

### ゲームソフト
- 井出洋介名人の実戦麻雀 - 1987年9月24日 カプコン ファミリーコンピュータ（専用コントローラー付属）

発売当時に放映されたTVCMには井出本人が出演
- アドベンチャークイズ カプコンワールド - 1989年 カプコン アーケードゲーム - 敵キャラクターとして登場。
- 井出洋介名人の実戦麻雀II - 1991年2月22日 カプコン ファミリーコンピュータ（専用コントローラー付属）
- 井出洋介の麻雀家族 - 1995年11月3日 セタ PlayStation
- 井出洋介名人の新実戦麻雀 - 1996年6月28日 カプコン 3DO、PlayStation、セガサターン
- 井出洋介の麻雀教室 - 1999年12月2日 アテナ PlayStation
- 井出洋介の麻雀塾 - 2000年4月21日 セタ NINTENDO 64
- 井出洋介の麻雀教室GB - 2000年6月30日 アテナ ゲームボーイカラー
- 井出洋介の麻雀家族2 - 2000年10月12日 セタ PlayStation 2
- 役満Wii 井出洋介の健康麻将 - 2008年5月20日配信 任天堂 Wii（Wiiウェア）
- 井出洋介の健康麻将DSi - 2009年2月25日配信 任天堂 DSiウェア
- セガNET麻雀 MJ（PC、スマートフォン）・セガNET麻雀 MJ Arcade （アーケード）- 解説を担当。

### その他
- CR華牌・井出洋介の華麗なる麻雀 - 2005年に遊技機メーカー・奥村遊機から発売されたパチンコ機種